# Frisia (Schiff, 1872)
Die Frisia war zu ihrer Zeit eines der größeren Schraubenschiffe der deutschen Handelsmarine. Sie wurde bei Caird & Company in Greenock für HAPAG gebaut, trat ihre Jungfernfahrt 1872 an und wurde 1902 abgewrackt.

## Geschichte
Sie trat ihre Jungfernfahrt am 21. August 1872 an. 1885 wurde sie an britische Käufer veräußert, 1886 erhielt sie den Namen Temerario. 1890 wurde sie erneut umgetauft und hieß nun Arno. 1898 wurde sie zu einem Kohlenschiff umgebaut. 1901 wurde sie noch in Genua als Hulk genutzt, 1902 in Genua abgewrackt.

## Technik und Ausstattung
Als die Frisia an die Hamburg-Amerika-Linie ausgeliefert wurde, galt sie als eines der besten und schnellsten Schiffe der Gesellschaft. Sie war maximal 110 Meter lang und 12,2 Meter breit und besaß vier Decks. Die Maschinenanlage bestand aus fünf Kesseln mit zehn Feuerungen sowie einer zweizylindrigen Verbunddampfmaschine mit einer maximalen Leistung von 3200 PSi. (Hinweis: Siehe hierzu die abweichende Darstellung im unteren Abschnitt.) Die Höchstgeschwindigkeit unter Dampf lag bei etwa 13 kn (etwa 24 km/h). Das Schiff besaß eine offene Kommandobrücke, die sich direkt vor dem Schornstein befand. Das Ruder befand sich in einem Steuerhaus achtern, direkt über dem Ruderschaft. Das Schiff bot Platz für 102 Passagiere in der ersten Klasse, 126 in der zweiten und 580 bis 620 in der dritten. Zur Ausrüstung gehörten ferner zehn metallene Rettungsboote.

## DieFrisiain Meyers Lexikon
Die Frisia war zu ihrer Zeit (um 1880/1890) eines der größeren Schraubenschiffe der deutschen Handelsmarine. Sie stand im Dienst der Hamburg-Amerikanische-Paketfahrt-Aktiengesellschaft (HAPAG).
Die Abbildung stellt den transatlantischen Dampfer Frisia, in äußerer Ansicht, im Längsschnitt durch die Symmetrieebene und einem Horizontalschnitt dar. Aus dem Längsschnitt ist zunächst ersichtlich, dass sich die zehn Kessel zu zwei Feuerungen, von denen fünf in der dargestellten Backbordhälfte des Schiffs sichtbar sind, ungefähr in der Mitte der Länge des Schiffs befinden. Vor und hinter dem Kesselraum sowie seitlich neben demselben sind mittels eiserner, wasserdicht gearbeiteter Wände die Vorratsräume für die Kohlen abgeteilt, welche Kohlenbunker genannt werden und den Kesselraum vollständig umschließen. Die Lage der Kessel und Kohlenräume in der Mitte der Länge verhindert eine Verschiebung des Schwerpunkts durch den Kohleverbrauch.
Hinter dem hinteren Querkohlenbunker ist im Längsschnitt der Maschinenraum erkennbar, in welchem die Hauptteile der zwischen 2700 und 3200 PSi entwickelnden Maschine (die Angaben hierzu schwanken, wobei der höhere Wert im nebenstehenden Informationsblock genutzt wird) mit dargestellt sind. Letztere ist eine zweizylindrige Expansionsmaschine mit Kondensation und vertikaler Anordnung der Zylinder. An die im unteren Teil des Maschinenraums gelagerte Kurbelwelle schließt sich die im Wellentunnel liegende Propellerwelle an, deren hinteres Ende aus dem Schiff hervorragt und unmittelbar vor dem Ruder den Propeller trägt. Im Längsschnitt ist ferner zu ersehen der Schornstein und die mit drehbaren, stets dem Wind entgegengerichteten Köpfen versehenen Ventilatoren, welche den Kesselfeuern das benötigte Quantum Luft zuführen. Die äußere Ansicht zeigt die vom Schiff mitgeführten Rettungsboote, die so konstruiert sind, dass sie nicht sinken können; ferner die Takelage. Letztere erscheint im Verhältnis zur Größe des Schiffs nur klein, und die Segel sind relativ weit nach vorn und hinten angeordnet. Daraus ergibt sich, dass man von dem Druck des Windes auf die Segel nur einen geringen Beitrag zur Vergrößerung der Geschwindigkeit des Schiffs erwartet, die Segel vielmehr dazu benutzt, um dem Schiff eine stetige Lage mit Bezug auf die Richtung des Seegangs zu geben und seine schaukelnden Bewegungen um die Längsachse zu mäßigen. In der äußeren Ansicht sind ferner die runden, kleinen Seitenfenster für die Erleuchtung und Lüftung der Kabinen dargestellt; dieselben sind selbstverständlich wasserdicht verschließbar und werden Bullaugen genannt. Die hellere Schraffur des unteren Teils der Zeichnung deutet an, dass dieser Teil der permanent unter Wasser befindliche ist; er wird mit roter Ölfarbe, deren Hauptbestandteil Bleimennige ist, gestrichen, um den Schiffsboden vor dem Verrosten zu schützen. Der obere Teil des Schiffs erhält einen schwarzen Ölfarbenanstrich.
Die im Längsschnitt ersichtlichen Decks teilen den inneren Schiffsraum in vier sich längsschiffs erstreckende Räume, die in der Mitte allerdings durch die Maschinen und Kesselräume zum Teil unterbrochen werden. Alle vier Längsräume werden durch eine Anzahl wasserdichter eiserner Querwände in Unterabteilungen zerlegt, die in den unteren Räumen des Schiffs und nach den Enden hin zahlreicher und daher kleiner sind als in der Mitte des Schiffs und weiter oben. Soweit sie übereinander liegen, stehen die auf diese Weise gebildeten Räume durch wasserdicht verschließbare Luken miteinander und dem Oberdeck in Verbindung; soweit sie nebeneinander liegen, wenn erforderlich, durch eiserne, wasserdichte Türen. Der Zweck dieser Anordnung besteht darin, dass beim Leckwerden des Schiffs immer nur diejenige Abteilung voll Wasser laufen kann, in deren äußerer Begrenzung die Leckstelle liegt.
Was die Benutzung der einzelnen Räume des Schiffs betrifft, so zeigt der Horizontalschnitt, in welcher Weise die Kabinen für die Passagiere und die Offiziere des Schiffs an den Bordwänden entlang verlaufend angeordnet sind, während sich in der Mitte der Breite des Schiffs Gesellschaftsräume, Speisesäle etc. befinden; in der Umgebung des Schornsteins ist die Kombüse angedeutet; ganz vorn sind die Wohnräume der Mannschaft. In dem zweiten Raum von oben im Vorschiff befinden sich die Schlafstellen der Zwischendeckspassagiere. Der dritte Raum von oben und der unterste Raum dienen zur Unterbringung von Waren.